# ریچارد تول
ریچارد تول (به لاتین: Richard Toll) یک منطقهٔ مسکونی در سنگال است که در بخش داگانا (سنگال) واقع شده‌است. ریچارد تول ~۹۰٬۰۰۰ نفر جمعیت دارد.

## خواهرخوانده
شهر کونیو خواهرخواندهٔ ریچارد تول هست.